# Тайсонс (Вірджинія)
Тайсонс (англ. Tysons) — переписна місцевість (CDP) в США, в окрузі Ферфакс штату Вірджинія. Населення — 26 374 особи (2020).

## Географія
Тайсонс розташований за координатами 38°55′17″ пн. ш. 77°13′39″ зх. д. / 38.92139° пн. ш. 77.22750° зх. д. (38.921355, -77.227621).  За даними Бюро перепису населення США в 2010 році переписна місцевість мала площу 11,07 км², з яких 11,04 км² — суходіл та 0,03 км² — водойми.

## Демографія
Згідно з переписом 2010 року, у переписній місцевості мешкало 19 627 осіб у 9481 домогосподарстві у складі 4754 родин. Густота населення становила 1774 особи/км².  Було 10637 помешкань (961/км²).
Расовий склад населення:
| - 60,9 % — білих - 27,5 % — азіатів - 4,9 % — чорних або афроамериканців - 0,2 % — корінних американців - 0,1 % — вихідців з тихоокеанських островів - 1,9 % — осіб інших рас |

До двох чи більше рас належало 4,5 %. Частка іспаномовних становила 8,1 % від усіх жителів.
За віковим діапазоном населення розподілялося таким чином: 18,4 % — особи молодші 18 років, 70,5 % — особи у віці 18—64 років, 11,1 % — особи у віці 65 років та старші. Медіана віку мешканця становила 35,8 року. На 100 осіб жіночої статі у переписній місцевості припадало 91,0 чоловіків;  на 100 жінок у віці від 18 років та старших — 88,0 чоловіків також старших 18 років.
Середній дохід на одне домашнє господарство  становив 121 894 долари США (медіана — 100 745), а середній дохід на одну сім'ю — 144 349 доларів (медіана — 111 483). Медіана доходів становила 90 888 доларів для чоловіків та 75 030 доларів для жінок. За межею бідності перебувало 6,6 % осіб, у тому числі 6,9 % дітей у віці до 18 років та 12,8 % осіб у віці 65 років та старших.
Цивільне працевлаштоване населення становило 12 640 осіб. Основні галузі зайнятості: науковці, спеціалісти, менеджери — 36,7 %, освіта, охорона здоров'я та соціальна допомога — 14,4 %, публічна адміністрація — 12,8 %.